# Estación de San Blas
San Blas es una estación de la línea 7 del Metro de Madrid situada bajo la calle de Pobladura del Valle, entre los barrios de Arcos y Hellín, en el distrito de San Blas-Canillejas.

## Historia
La estación fue inaugurada el 17 de julio de 1974 con el primer tramo de línea abierto entre las estaciones de Las Musas y Pueblo Nuevo y fue remodelada en 2018 para cambiar paredes de mármol verde por vítrex amarillo. Los azulejos de tonos verdosos de los pasillos fueron sustituidos por planchas de vitrex con anterioridad.
Del 23 al 25 de octubre de 2023, la estación permaneció cerrada por el cierre del tramo García Noblejas-Estadio Metropolitano, cortado por obras urgentes. Se estableció un Servicio Especial de autobús gratuito entre ambas estaciones, sin parada en las estaciones intermedias.
Del 28 de noviembre al 1 de diciembre de 2024, la estación permaneció cerrada por el cierre del tramo García Noblejas-Estadio Metropolitano, cortado por obras de renovación de señalización ferroviaria. Se estableció un Servicio Especial de autobús gratuito entre ambas estaciones.
Del 1 al 4 de mayo de 2025, la estación actuó de cabecera por el cierre del tramo San Blas-Cartagena, cortado por obras de renovación de señalización ferroviaria. Se estableció un Servicio Especial de autobús gratuito entre ambas estaciones.

## Accesos
Vestíbulo San Blas
- Pobladura del Valle, pares C/ Pobladura del Valle, 4
- Pobladura del Valle, impares C/ Pobladura del Valle, S/N

## Líneas y conexiones

### Metro
| << cabecera                                                  | < estación | línea | estación > | cabecera >> |
| ------------------------------------------------------------ | ---------- | ----- | ---------- | ----------- |
| Hospital del Henares Cambio de tren en Estadio Metropolitano | Las Musas  |       | Simancas   | Pitis       |

### Autobuses
| Diurnos   |                         |                                              |
| Línea     | Destino                 | Parada                                       |
| 48        | Plaza de Manuel Becerra | 2352 METRO SAN BLAS (C/ Pobladura del Valle) |
| 165       | Alsacia                 | 2352 METRO SAN BLAS (C/ Pobladura del Valle) |
| 167       | Alsacia                 | 2352 METRO SAN BLAS (C/ Pobladura del Valle) |
| 48        | Barrio de Canillejas    | 2353 METRO SAN BLAS (C/ Pobladura del Valle) |
| 165       | Hospital Ramón y Cajal  | 2353 METRO SAN BLAS (C/ Pobladura del Valle) |
| 167       | Fin de Semana           | 2353 METRO SAN BLAS (C/ Pobladura del Valle) |
| Nocturnos |                         |                                              |
| Línea     | Destino                 | Parada                                       |
| N6        | Plaza de Cibeles        | 2352 METRO SAN BLAS (C/ Pobladura del Valle) |
| N6        | El Cañaveral            | 2353 METRO SAN BLAS (C/ Pobladura del Valle) |